# Martin Grabher-Meier
Martin Grabher-Meier (* 21. November 1983 in Lustenau) ist ein österreichischer Eishockeyspieler. Seit April 2018 steht er beim EHC Lustenau in der Alps Hockey League unter Vertrag. 

## Karriere
Grabher-Meier gab mit 17 Jahren sein Debüt in der Saison 2000/01 beim EHC Lustenau in der höchsten österreichischen Liga.
2001 wechselte er zum EC Dornbirn in die Nationalliga. Nach vier Jahren beim EC Feldkirch gelang ihm der Sprung in die Österreichische Eishockey-Liga. Er spielte für den EC Red Bull Salzburg, mit dem er 2007 und 2008 österreichischer Meister wurde. Ab der Saison 2008/09 spielte Grabher-Meier beim EHC Linz. Bei den Linzern verzeichnete er in seiner Debütsaison acht Tore und sechs Assists.

## Erfolge und Auszeichnungen
- 2007 Österreichischer Meister mit dem EC Red Bull Salzburg
- 2008 Österreichischer Meister mit dem EC Red Bull Salzburg
- 2012 Österreichischer Meister mit dem EHC Linz

## Karrierestatistik
(Legende zur Spielerstatistik: Sp oder GP = absolvierte Spiele; T oder G = erzielte Tore; V oder A = erzielte Assists; Pkt oder Pts = erzielte Scorerpunkte; SM oder PIM = erhaltene Strafminuten; +/− = Plus/Minus-Bilanz; PP = erzielte Überzahltore; SH = erzielte Unterzahltore; GW = erzielte Siegtore; 1 Play-downs/Relegation; Kursiv: Statistik nicht vollständig)